# Adriaan Anthonisz

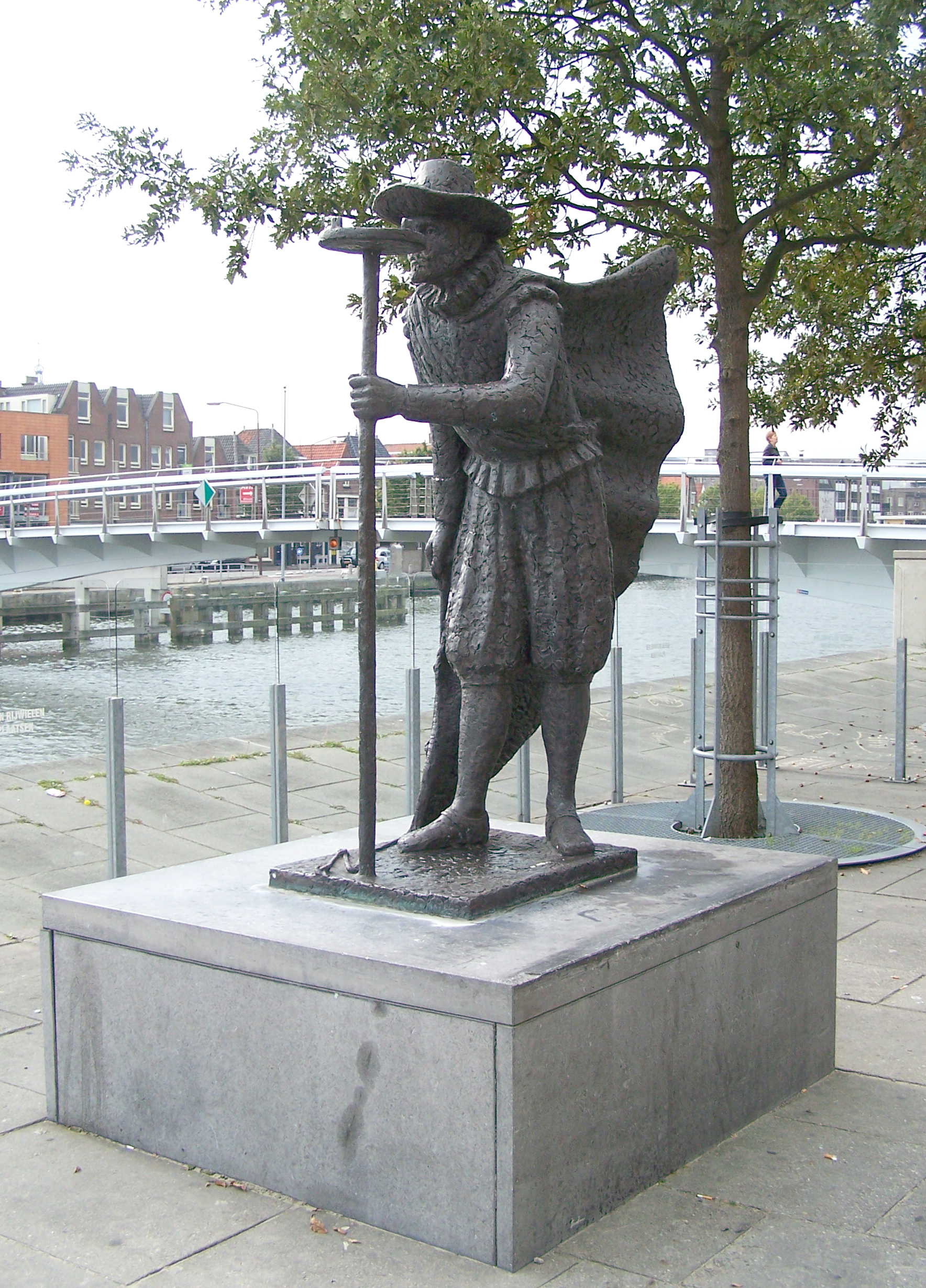
Denkmal von Adriaan Anthonisz in Alkmaar

Adriaan Anthonisz, auch Adriaen Anthonisz, (* um 1543; † 20. November 1620 in Alkmaar) war ein niederländischer Kartograph, Landvermesser, Mathematiker und Festungsingenieur. Von 1582 bis 1601 war er mehrmals gewählter  Bürgermeister von Alkmaar, wo er wahrscheinlich auch geboren worden war.

## Leben
Anthonisz wurde Anthonisz. geschrieben, da dies, wie damals im Niederländischen üblich, Anthoniszoon abkürzte.
Sein Vater war Eichmeister (Waagmeester) in Alkmaar. 1568 kartografierte er das Berger meer. 1573 wurde er von der Stadt beauftragt, Pläne für die Erweiterung und Befestigung der Stadt anzufertigen. 1578 holte man ihn als Festungsbaumeister nach Utrecht, und 1579 wurde er von den Generalstaaten mit der Befestigung von Naarden und Muiden beauftragt. Ähnliche Aufträge hatte er in den 1580er Jahren, als ein Befestigungsring in den Niederlanden errichtet wurde. 1586 bis 1588 und 1590 bis 1596 war er oberster Festungsbaumeister der Generalstaaten (Stercktebouwmeester der Vereenighde Nederlanden). Auf Wunsch von Moritz von Oranien, der Mathematiker an seinen Hof zog, verfasste er 1584 auch eine Abhandlung über die Quadratur des Kreises (Bestimmung von Pi). Er hatte auch den Titel Mathematiker von Oranje (Mathematicus van Oranje).
Außer in Alkmaar, Utrecht, Naarden und Muiden war er an Befestigungen in Willemstad, Harderwijk, Zwolle, Amersfoort, Amsterdam, Bredevoort, Harlingen, Hoorn, Kampen, Tiel, Schenkenschanz, Stavoren, Wijk bij Duurstede, Woudrichem, Hasselt, Heusden, Gorinchem, Goes, Coevorden, Bourtange beteiligt.
1571 heiratete er Suida Dircksdochter (außereheliche Abstammung aus dem Geschlecht Brederode), mit der er acht Kinder hatte. Adriaan Metius und der Instrumentenbauer und Linsenschleifer Jacob Metius (einer der Erfinder des Fernrohrs) waren seine Söhne. Adriaan Metius verbesserte die von Adriaan Anthonisz gefundenen Näherungswerte für die Kreiszahl Pi auf den Wert {\displaystyle {\frac {355}{113}}} (Metius-Wert für Pi). Jacob Metius meldete 1608 kurz nach Hans Lippershey ein Patent auf das Teleskop an. Beide hießen ursprünglich auch Adriaansz. (Adriaanszon), den Zunahmen Metius nahmen sie nach dem Studium an, um ihre Kenntnis in Mathematik und Geodäsie (Meßkunde) anzudeuten.